# Brabantský šíp
Brabanský šíp je jednodenní cyklistický závod konaný ve Vlámském Brabantu a Valonském Brabantu v Belgii. Od roku 2005 do roku 2019 se závod konal na úrovni 1.1, později na úrovni 1.HC, v rámci UCI Europe Tour.
Zaventen býval startovním městem, ale v roce 2008 jeho roli převzala Lovaň. Do roku 2009 byl cíl umístěn v Alsembergu a v roce 2010 byl přesunut do Overijse. Také se toho roku přesunulo datum z neděle před monumentem Kolem Flander na středu před Amstel Gold Race.
V roce 2011 byl závod povýšen na úroveň 1.HC. Edwig Van Hooydonck drží rekord v počtu vítězství se svými 4 triumfy mezi lety 1987 a 1995. V roce 2020 se stal závod součástí UCI ProSeries.

## Seznam vítězů
| Rok  | Země               | Jezdec               | Tým                                     |
| ---- | ------------------ | -------------------- | --------------------------------------- |
| 1961 | Belgie             | Pino Cerami          | Peugeot–BP–Dunlop                       |
| 1962 | Belgie             | Ludo Janssens        | Solo–Van Steenbergen                    |
| 1963 | Belgie             | Joseph Wouters       | Solo–Terrot                             |
| 1964 | Itálie             | Arnaldo Pambianco    | Salvarani                               |
| 1965 | Belgie             | Willy Bocklant       | Flandria–Romeo                          |
| 1966 | Nizozemsko         | Jan Janssen          | Pelforth–Sauvage–Lejeune                |
| 1967 | Belgie             | Roger Rosiers        | Mann–Grundig                            |
| 1968 | Belgie             | Victor Van Schil     | Faema                                   |
| 1969 | Belgie             | Willy In't Ven       | Mann–Grundig                            |
| 1970 | Belgie             | Herman Van Springel  | Mann–Grundig                            |
| 1971 | Belgie             | Joseph Spruyt        | Molteni                                 |
| 1972 | Belgie             | Eddy Merckx          | Molteni                                 |
| 1973 | Belgie             | Johan De Muynck      | Flandria–Carpenter–Shimano              |
| 1974 | Belgie             | Herman Van Springel  | MIC–Ludo–De Gribaldy                    |
| 1975 | Belgie             | Willem Peeters       | Maes–Watney                             |
| 1976 | Belgie             | Freddy Maertens      | Flandria–Velda–West Vlaams Vleesbedrijf |
| 1977 | Belgie             | Frans Verbeeck       | IJsboerke–Colnago                       |
| 1978 | Belgie             | Marcel Laurens       | C&A                                     |
| 1979 | Belgie             | Daniel Willems       | IJsboerke–Warncke                       |
| 1980 | Belgie             | Michel Pollentier    | Splendor–Admiral                        |
| 1981 | Belgie             | Roger De Vlaeminck   | DAF Trucks                              |
| 1982 | Belgie             | Claude Criquielion   | Wickes–Splendor                         |
| 1983 | Belgie             | Eddy Planckaert      | Splendor–Euroshop                       |
| 1984 | Belgie             | Ronny Van Holen      | Safir–Van de Ven                        |
| 1985 | Nizozemsko         | Adri van der Poel    | Kwantum–Decosol–Yoko                    |
| 1986 | Nizozemsko         | Johan van der Velde  | Panasonic–Merckx–Agu                    |
| 1987 | Belgie             | Edwig Van Hooydonck  | Superconfex–Kwantum–Yoko–Colnago        |
| 1988 | Belgie             | Johan Capiot         | TVM–Van Schilt                          |
| 1989 | Belgie             | Johan Capiot         | TVM–Ragno                               |
| 1990 | Nizozemsko         | Frans Maassen        | Buckler–Colnago–Decca                   |
| 1991 | Belgie             | Edwig Van Hooydonck  | Buckler–Colnago–Decca                   |
| 1992 | Belgie             | Johan Capiot         | TVM–Sanyo                               |
| 1993 | Belgie             | Edwig Van Hooydonck  | WordPerfect–Colnago–Decca               |
| 1994 | Itálie             | Michele Bartoli      | Mercatone Uno–Medeghini                 |
| 1995 | Belgie             | Edwig Van Hooydonck  | Novell–Decca–Colnago                    |
| 1996 | Belgie             | Johan Museeuw        | Mapei–GB                                |
| 1997 | Itálie             | Gianluca Pianegonda  | Mapei–GB                                |
| 1998 | Belgie             | Johan Museeuw        | Mapei–Bricobi                           |
| 1999 | Itálie             | Michele Bartoli      | Mapei–Quick-Step                        |
| 2000 | Belgie             | Johan Museeuw        | Mapei–Quick-Step                        |
| 2001 | Nizozemsko         | Michael Boogerd      | Rabobank                                |
| 2002 | Belgie             | Fabien De Waele      | Mapei–Quick-Step                        |
| 2003 | Nizozemsko         | Michael Boogerd      | Rabobank                                |
| 2004 | Itálie             | Luca Paolini         | Quick-Step–Davitamon                    |
| 2005 | Španělsko          | Óscar Freire         | Rabobank                                |
| 2006 | Španělsko          | Óscar Freire         | Rabobank                                |
| 2007 | Španělsko          | Óscar Freire         | Rabobank                                |
| 2008 | Francie            | Sylvain Chavanel     | Cofidis                                 |
| 2009 | Francie            | Anthony Geslin       | Française des Jeux                      |
| 2010 | Belgie             | Sébastien Rosseler   | Team RadioShack                         |
| 2011 | Belgie             | Philippe Gilbert     | Omega Pharma–Lotto                      |
| 2012 | Francie            | Thomas Voeckler      | Team Europcar                           |
| 2013 | Slovensko          | Peter Sagan          | Cannondale                              |
| 2014 | Belgie             | Philippe Gilbert     | BMC Racing Team                         |
| 2015 | Belgie             | Ben Hermans          | BMC Racing Team                         |
| 2016 | Česko              | Petr Vakoč           | Etixx–Quick-Step                        |
| 2017 | Itálie             | Sonny Colbrelli      | Bahrain–Merida                          |
| 2018 | Belgie             | Tim Wellens          | Lotto–Soudal                            |
| 2019 | Nizozemsko         | Mathieu van der Poel | Corendon–Circus                         |
| 2020 | Francie            | Julian Alaphilippe   | Deceuninck–Quick-Step                   |
| 2021 | Spojené království | Tom Pidcock          | Ineos Grenadiers                        |
| 2022 | Spojené státy      | Magnus Sheffield     | Ineos Grenadiers                        |
| 2023 | Francie            | Dorian Godon         | AG2R Citroën Team                       |
| 2024 | Francie            | Benoît Cosnefroy     | Decathlon–AG2R La Mondiale              |
| 2025 | Belgie             | Remco Evenepoel      | Soudal–Quick-Step                       |

### Vícenásobní vítězové
Jezdci psaní kurzívou jsou stále aktivní
| Vítězství | Jezdec              | Národnost  | Ročníky                |
| --------- | ------------------- | ---------- | ---------------------- |
| 4         | Edwig Van Hooydonck | Belgie     | 1987, 1991, 1993, 1995 |
| 3         | Johan Capiot        | Belgie     | 1988, 1989, 1992       |
| 3         | Óscar Freire        | Španělsko  | 2005, 2006, 2007       |
| 3         | Johan Museeuw       | Belgie     | 1996, 1998, 2000       |
| 2         | Michele Bartoli     | Itálie     | 1994, 1999             |
| 2         | Michael Boogerd     | Nizozemsko | 2001, 2003             |
| 2         | Philippe Gilbert    | Belgie     | 2011, 2014             |
| 2         | Herman Van Springel | Belgie     | 1970, 1974             |

### Vítězství dle zemí
| Vítězství | Země                                                      |
| --------- | --------------------------------------------------------- |
| 39        | Belgie                                                    |
| 7         | Nizozemsko                                                |
| 6         | Itálie                                                    |
| 5         | Francie                                                   |
| 3         | Španělsko                                                 |
| 1         | Česko Spojené království Slovensko Spojené státy americké |